# Johannes Peder Anchersen
Johannes Peder Anchersen (Hans Peter Anchersen, født 4. oktober 1700 i præstegården i Bork ved Ringkøbing Fjord, død 22. april 1765) var en dansk universitetsprofessor, filolog og historiker. Han var bror til Ancher Anchersen. 
Anchersen blev student 1716, i 1717 tog han examen philosophicum. Og var fra 1733 universitetsbibliotekar. Han var pioner at systematisere information i tabelform – en forgængere til dagens statistiske krydstabeller. I 1741 publicerede han en samling statsbeskrivelser i denne form. Oplysningerne var til den største del ikke-numeriske men hver type information fandtes på den samme plads i alle forskellige landes tabeller. Anchersen fik mange efterfølgere i løbet af 1700-tallet.
1732 blev han konrektor ved katedralskolen i København, 1733 desuden universitetsbibliotekar; han læste over veltalenhed for professor Thomas Bartholin, over historie og geografi for professor Ludvig Holberg. 1736 blev han professor og assessor i Konsistorium, samme år dr. jur., 1737 professor eloqventiæ. Han var to gange rector magn., ni Gange dekanus. 1752 blev han virkelig justitsråd. Han blev 1737 gift med Catharine Wiel, enke efter rådmand Herman Høyer.
Anchersen var en meget lærd mand i sine fag, klassisk filologi og de nordiske landes historie og indre forhold i middelalderen. Han var desuden en meget flittig mand, om end hans skrifter ikke alle udmærker sig ved deres omfang, de fleste var disputatser, af hvilke han har udgivet 56. En disputats: Observationes de solduriis, udkom i 12 afdelinger i årene 1734-40, en anden: Horatii Carmina sæcularia ad laudem Phoebi et Dianæ, udkom i 13 afdelinger i årene 1749-60. Nogle af hans disputatser blev udgivne i Bremen 1775 som Opuscula minora collecta; 4 disputatser fra 1741-45 om fejltagelser, som fremmede har begået ved at behandle Danmarks geografi, udkom samlede som bog 1747.
Af hans andre skrifter (heriblandt universitetsprogrammet akademiske taler) må fremhæves: Herthedal ved Leyre i Siæland og det gamle Danemark 150 for og efter Christi Fødsel (1745), som 1747 udkom på latin i ny bearbejdelse: Vallis Herthæ Deæ et Origines Danicæ ex Græcis et Latinis Autoribus descr. et illustr., men hvoraf kun første bind blev udgivet, samt det første universitetsprogram på dansk ved Københavns Universitet: Indbydelse til at høre en Forelæsning om en Hofmesters Pligter (1754, folio).
Anchersen fik i 1746 den senere historiker P. F. Suhm som elev, og de to knyttede et stærkt venskab der varede resten af Anchersens liv. Anchersen hjalp den unge Suhm med sine skrifter, og skrev flere gange forordet til Suhms tidlige udgivelser, desuden dedikerede Suhm også nogle af sine første skrifter til ham. Suhm skrev i sin alderdom en samling kararkeristikker af kendte mænd som han havde mødt, heraf følgende linjer over Anchersen:
| Citat                                   | Han besad en ypperlig Hukommelse, kunde sin Virgilius udenad, og naar han reciterte Vers af ham og andre Poeter, endog af Kjæmpeviserne, og deriblandt Visen om Axel Thorsen, stod Taarerne ham i Øjnene. | Citat |
| Suhm, Samlede Skrifter, bind X., s. 25. | |       |

Anchersen var ansvarlig for universitetsbiblioteket da den store tyverisag fra 1763 indtraf.